# 群馬 (小惑星)
群馬（ぐんま、3829 Gunma）は小惑星帯に位置する小惑星である。小島卓雄が日本の群馬県千代田町で発見した。
発見者の住む群馬県に因んで命名された。